# 1934 FIFAワールドカップ・決勝
1934年FIFAワールドカップ決勝は、1934年6月10日にイタリア・ローマのスタディオ・ナツィオナーレPNFで行われた第2回FIFAワールドカップの決勝である。
1点ビハインドを負ったイタリアは、40℃近い高温の中、2-1で逆転勝利を収めた。

## 背景
1934年大会は、前回大会にヨーロッパ勢が出場していなかったためウルグアイがボイコットし、アルゼンチンは大会1回戦でスウェーデンに敗れた。
両チームにとって、これがFIFAワールドカップでのデビュー戦となった。直前の対戦は1933-35年にイタリアのフィレンツェで開催された中央ヨーロッパ国際カップで、イタリアが2-0で勝利している。これにより、ワールドカップでの対戦成績は3勝4分けとなった。

## 決勝までの道のり
| イタリア       | イタリア  | ラウンド         | チェコスロバキア | チェコスロバキア |
| -------------- | --------- | ---------------- | ---------------- | ---------------- |
| 対戦相手       | 結果      | Final tournament | 対戦相手         | 結果             |
| アメリカ合衆国 | 7–1       | 予選ラウンド     | ルーマニア       | 2–1              |
| スペイン       | 1–1 (1–0) | 準々決勝         | スイス           | 3–2              |
| オーストリア   | 1–0       | 準決勝           | ドイツ           | 3–1              |

## 試合
後半26分分、チェコスロバキアはアントニーン・プッチのゴールで先制。しかし、イタリアがストライカー、ライムンド・オルシのゴールで同点に追いつき、試合は延長戦に突入した。延長戦開始5分後、イタリアはアンジェロ・スキアビオのゴールで先制し、そのまま勝利を収めた。
| 1934年6月10日 17:30 |

| イタリア                      | 2 - 1 (延長) | チェコスロバキア |
| オルシ 81分 · スキアビオ 95分 | レポート     | プチ 76分        |

| スタディオ・ナツィオナーレPNF（ローマ） 観客数: 55,000人 主審: Ivan Eklind |

| イタリア | チェコスロバキア |

| GK                       |  | ジャンピエロ・コンビ         |
| RB                       |  | エラルド・モンゼリオ         |
| LB                       |  | ルイジ・アッレマンディ       |
| RH                       |  | アッティリオ・フェッラーリス |
| CH                       |  | ルイス・モンティ             |
| LH                       |  | ルイジ・ベルトリーニ         |
| OR                       |  | エンリケ・グアイタ           |
| IR                       |  | ジュゼッペ・メアッツァ       |
| IL                       |  | ジョヴァンニ・フェッラーリ   |
| OL                       |  | ライムンド・オルシ           |
| CF                       |  | アンジェロ・スキアビオ       |
| 監督:                    |  |                              |
| ヴィットーリオ・ポッツォ |  |                              |

| GK               |  | フランティシェク・プラーニチカ |
| RB               |  | ヨゼフ・チティジョキー         |
| LB               |  | ラディスラフ・ジェニーシェク   |
| RH               |  | ルドルフ・クルチル             |
| CH               |  | シュテファン・チャンバル       |
| LH               |  | ヨゼフ・コシュチャーレク       |
| OR               |  | アントニーン・プチ             |
| IR               |  | オルドリッヒ・ネイエドリー     |
| IL               |  | フランティシェク・スヴォボダ   |
| OL               |  | フランティシェク・ユネク       |
| CF               |  | イジー・ソボトカ               |
| 監督:            |  |                                |
| カレル・ペトルー |  |                                |

| Assistant referees: Louis Baert (Belgium) Mihály Ivanicsics (Hungary) | Match rules - 90 minutes - 30 minutes of extra time if necessary - Replay if scores still level - No substitutions permitted |